# Külsősárd
Külsősárd is een plaats (község) en gemeente in het Hongaarse comitaat Zala. Külsősárd telt 99 inwoners (2001).